# Бінокулярне сумування
Бінокулярне сумування – процес, під час якого мозок об'єднує інформацію, отриману з лівого та правого очей.

## Дивись також
- Бінокулярна невідповідність
- Бінокулярне суперництво
- Бінопереглядач